# René Théodore Berthon
René Théodore Berthon (født 17. juli 1776 i Tours, død 7. april 1859 i Paris) var en fransk historiemaler og portrætmaler. Han var far til malerne George Théodore Berthon og Sidonie Berthon.
Berthon var elev af Jacques-Louis David og malede historiske og bibelske motiver samt slagscener og portrætter. De var habilt udførte, ikke bemærkelsesværdige, men gav Berthon et vist ry under det første franske kejserdømme og under restaurationen. Han er godt repræsenteret på Musée de Versailles.

## Udvalgte værker
Slagmaleri:
- Overgivelsen af Ulm (1806, Musée de Versailles)
- Oberst Rampon, anfører for 32. demi-brigade, forsvarer Monte-Leginos reduit den 10. april 1796 (1812, Musée de Versailles)
- Philippe Villiers de L'Isle-Adam, Stormester af Malteserordenen, indtager Malta i 1530 (1839, Musée de Versailles)

Historiemaleri:
- Angelica og Medoros afsked (ca. 1810, privatsamling)
- David får Sauls tilladelse til at kæmpe imod Goliat (1822, Musée des beaux-arts de Caen),
- Hertugen af Berrys indtog i Caen (1824, Musée des beaux-arts de Caen)
- Den hellige Katharinas bryllup (1842)

Samtidige motiver:
- Efter slaget ved Jena modtager Napoleon på Byslottet i Berlin en deputation fra Senatet (1808, Musée de Versailles)

Portrætter:
- Madame d'Arjuzon (udstillet på Salonen i 1801, Galerie Didier Aaron, Paris)
- Gustaf Mauritz Armfelt, Johan Fredrik Aminoff og Johan Albrekt Ehrenström (1804, Nationalmuseum, Stockholm)
- Marineminister, viceadmiral Denis, duc Decrès (1806, Musée de Versailles)
- Sydney, Lady Morgan (1818, National Gallery of Ireland)
- Barneportræt af Anatole Demidoff som Cupido (ca. 1818)
- Louis Duchanoy på jagt (1826, privatsamling)
- Joseph Fouché, duc d'Otrante (kopi efter portræt fra 1809 af Claude-Marie Dubufe, Musée de Versailles)
- Pauline Bonaparte